# Clubiona fuzhouensis
Espèce
Clubiona fuzhouensis est une espèce d'araignées aranéomorphes de la famille des Clubionidae.

## Distribution
Cette espèce est endémique du Fujian en Chine,. Elle se rencontre sur le Fuzhou Jinshan.

## Étymologie
Son nom d'espèce, composé de fuzhou et du suffixe latin -ensis, « qui vit dans, qui habite », lui a été donné en référence au lieu de sa découverte, le Fuzhou Jinshan.

## Publication originale
- Gong, 1985 : Clubiona fuzhouensis n. sp., a new species of the genus Clubiona from SE-China (Araneae, Clubionidae). Journal of Fujian Agriculture and Forestry University, vol. 14, no 3, p. 211-218.